# Quatre motets pour le temps de Noël
Les Quatre motets pour le temps de Noël, FP 152, sont quatre motets sacrés pour chœur mixte a cappella, composés par Francis Poulenc en 1951-1952. 
Les dédicataires de chacun des morceaux sont respectivement : Felix de Nobel, Simone Girard , Madeleine Bataille et Marcel Couraud.
Les conditions de la création de l'oeuvre sont incertaines, peut-être à Madrid en 1952 par le Netherlands Chamber Choir, dirigé par Felix de Nobel, dédicataire du premier motet.

## Composition
Les quatre motets sont:
1. O magnum mysterium
2. Quem vidistis, pastores
3. Videntes stellam
4. Hodie Christus natus est

Les textes sont issus de la liturgie de Noël. 
La représentation de l'œuvre dure environ 11 minutes.

## Discographie sélective
- 1996, Francis Poulenc, Motets et messe en sol majeur, RIAS Kammerchor, Marcus Creed (dir.), Harmonia Mundi
- 1998, Francis Poulenc, Musique chorale religieuse, Nederlands Kamerkoor, Eric Ericson (dir.), Globe
- 1998, Francis Poulenc, Oeuvres sacrées, Accentus, Laurence Equilbey (dir.), Musidisc